# I Predict a Riot
I Predict a Riot est le deuxième single tiré de l'album Employment de Kaiser Chiefs. Sorti une première fois en 2004, il atteint la 22e place de l'UK Singles Chart. Il ressort ensuite l'année suivante, quelques mois après la sortie de l'album, et atteint alors la 9e place du même classement. Il est certifié disque d'argent (plus de 200 000 exemplaires vendus) au Royaume-Uni.

## Clip
Deux clips de la chanson ont été réalisés. Dans le premier, le groupe interprète la chanson en live devant un public qui se livre à une bataille de polochons. Le deuxième, en noir et blanc, se déroule à l'époque édouardienne. Le groupe chante dans la rue et attire l'attention d'un propriétaire de freak show. Le clip se termine avec une représentation dans une réplique bondée du théâtre du Globe.

## Utilisations

### Jeux vidéos
Ce titre est utilisé dans les jeux vidéo Gran Turismo 4 (2005) et Guitar Hero 3: Legends of Rock (2007).

### Cinéma et télévision
La chanson fait partie de la bande son des films Stormbreaker (2006), St. Trinian's 2 : The Legend of Fritton's Gold (2009), la huitième saison de Londres, police judiciaire (2014) et La Momie (2017).

### Sports
Ce morceau est l'hymne d'entrée en tournois de Luke Humphries, joueur professionnel anglais de fléchettes.
Il est aussi joué lors de la cérémonie d'ouverture des Jeux olympiques d'été de 2012.

### Politique
Stephen Bray, activiste anti-Brexit, le diffuse en fond sonore le 25 octobre 2022 lors du discours d'adieu de Liz Truss, Première ministre du Royaume-Uni)sortante.

## Classements
| Pays                                   | Positions |
| -------------------------------------- | --------- |
| Allemagne (Media Control AG)           | 79        |
| Belgique (Flandre Ultratop 50 Singles) | 67        |
| Irlande (Irish Singles Chart)          | 25        |
| Pays-Bas (Nederlandse Top 40)          | 74        |
| Royaume-Uni (UK Singles Chart)         | 9         |